# 国道479号

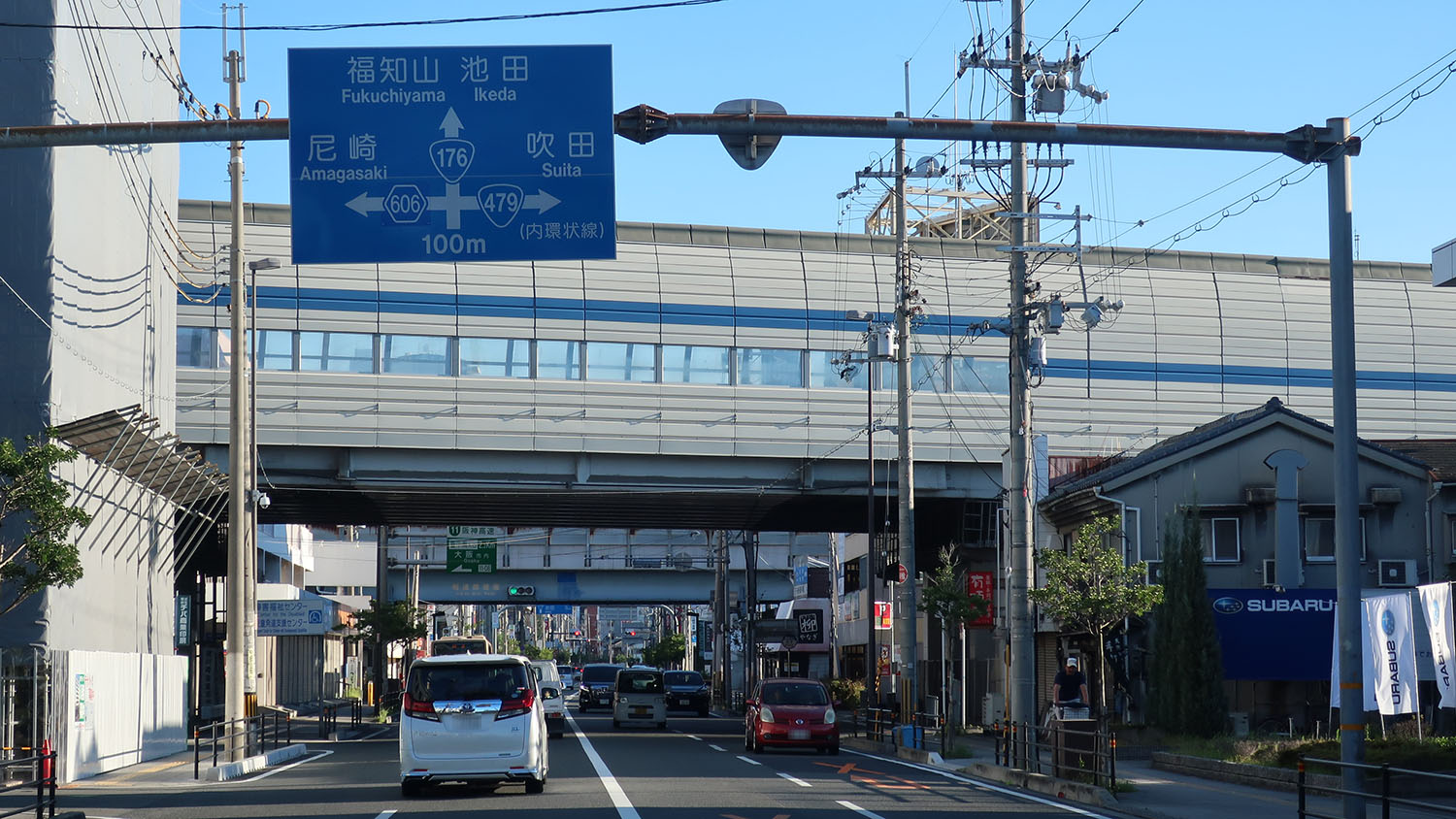
国道479号 起点
大阪府豊中市 稲津町交差点

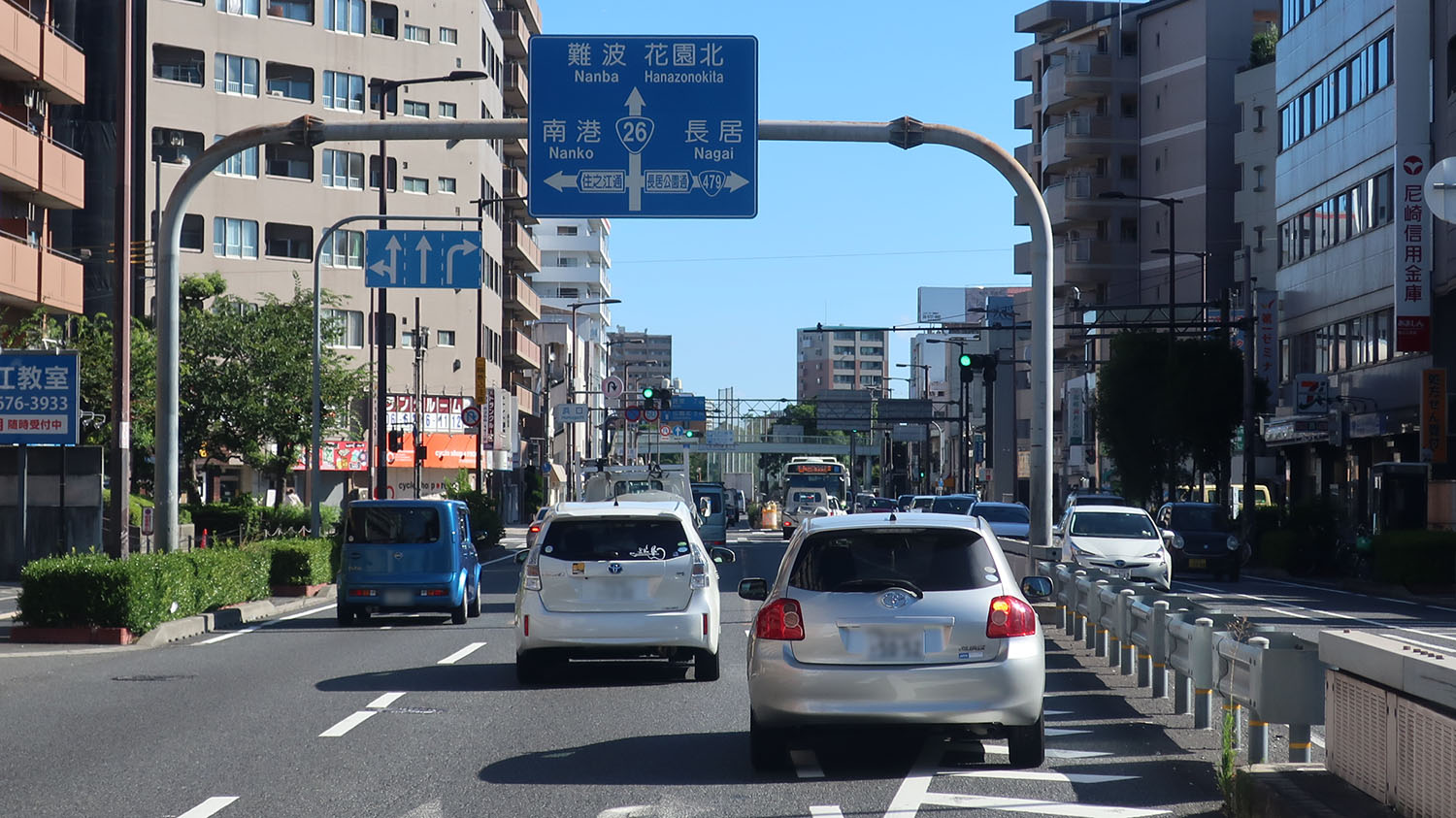
国道479号 終点
大阪府大阪市住之江区　浜口交差点

国道479号（こくどう479ごう）は、大阪府豊中市から大阪市住之江区に至る一般国道である。

## 概要

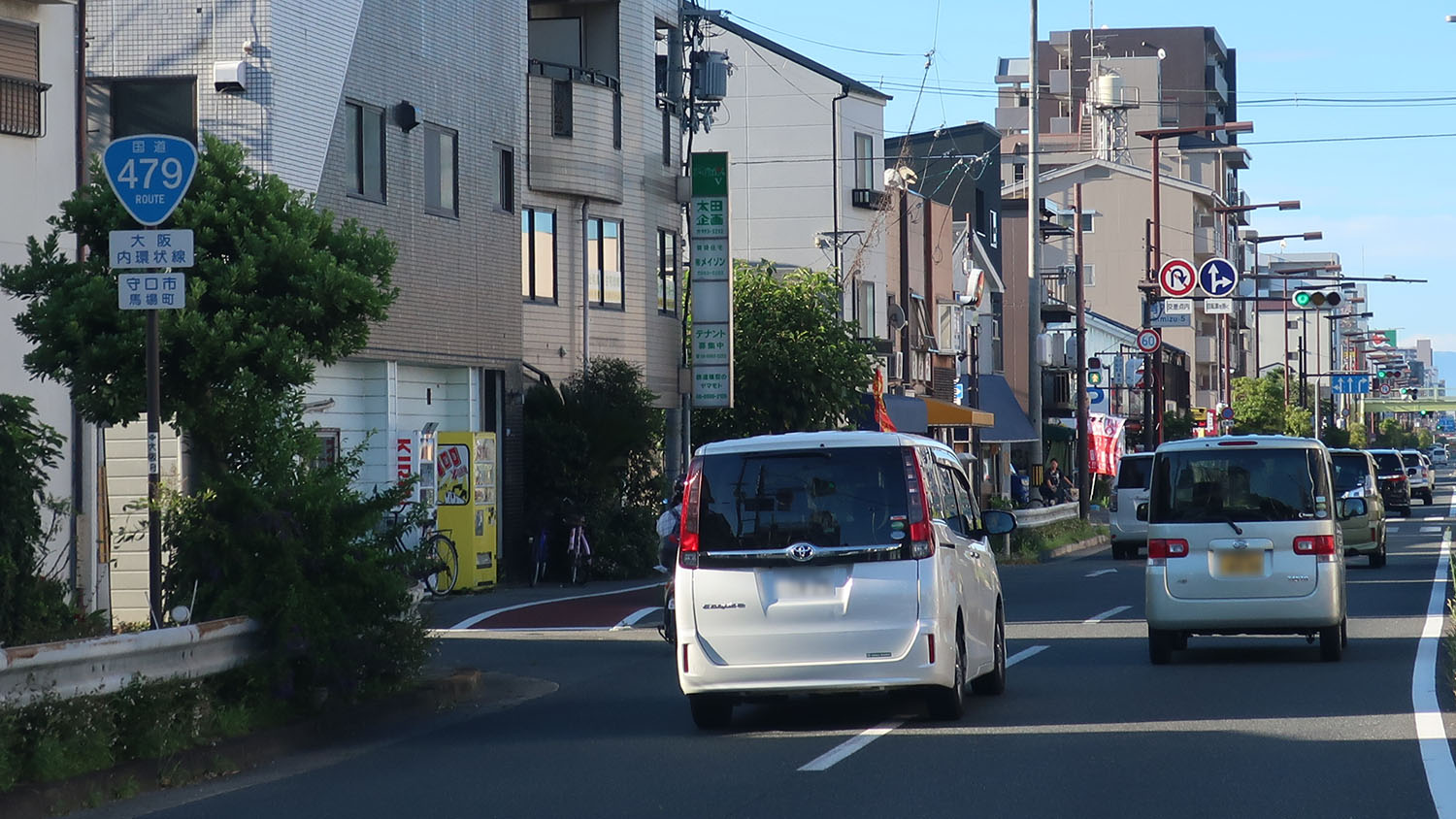
大阪府守口市馬場町
（2019年8月）

1993年（平成5年）に府道から国道に昇格するまでは大阪府道1号大阪内環状線であったことから、現在も大阪内環状線の副称が付けられている。大阪府下の環状道路には、他に大阪市道大阪環状線・大阪府道2号大阪中央環状線・大阪外環状線（国道170号）があるが、内環状線のみが道路標識の路線名表記に「大阪」を冠せず、単に「内環状線」となっている。

### 路線データ
一般国道の路線を指定する政令に基づく起終点および重要な経過地は次のとおり。
- 起点：豊中市（稲津町交差点 = 国道176号交点）
- 終点：大阪市住之江区（浜口交差点 = 国道26号交点）
- 重要な経過地：吹田市、守口市、大阪市旭区、同市東成区、同市平野区
- 総延長 : 28.8 km（大阪府 6.8 km、大阪市 22.0 km）重用延長を含む。[2][注釈 2]
- 重用延長：1.6 km（大阪府 0.1 km、大阪市 1.6 km）[2][注釈 2]
- 未供用延長 : なし[2][注釈 2]
- 実延長 : 27.2 km（大阪府 6.8 km、大阪市 20.5 km）[2][注釈 2]
  - 現道：27.2 km（大阪府 6.8 km、大阪市 20.5 km）[2][注釈 2]
  - 旧道：なし[2][注釈 2]
  - 新道：なし[2][注釈 2]
- 指定区間：なし[3]

## 歴史
- 1969年（昭和44年）12月1日 - 豊中市 - 大阪市東成区新深江が開通。
- 1971年（昭和46年）10月1日 - 主要地方道大阪内環状線が認定（大阪府は1972年7月1日施行）。
- 1981年（昭和56年）12月20日 - 主要地方道大阪内環状線が全通。
- 1984年（昭和59年）3月1日 - 大阪府の府道番号導入により大阪府道1号大阪内環状線となる。
- 1993年（平成5年）4月1日 - 一般国道479号として大阪府道1号大阪内環状線が昇格。
- 2025年（令和7年）7月5日 - 東淀川区瑞光2丁目の大隅交差点において、埋設されていた工業用水道管が破裂。一時通行止めとなった[4]。

現在の大阪府道1号は「茨木摂津線」に設定されている。

## 路線状況

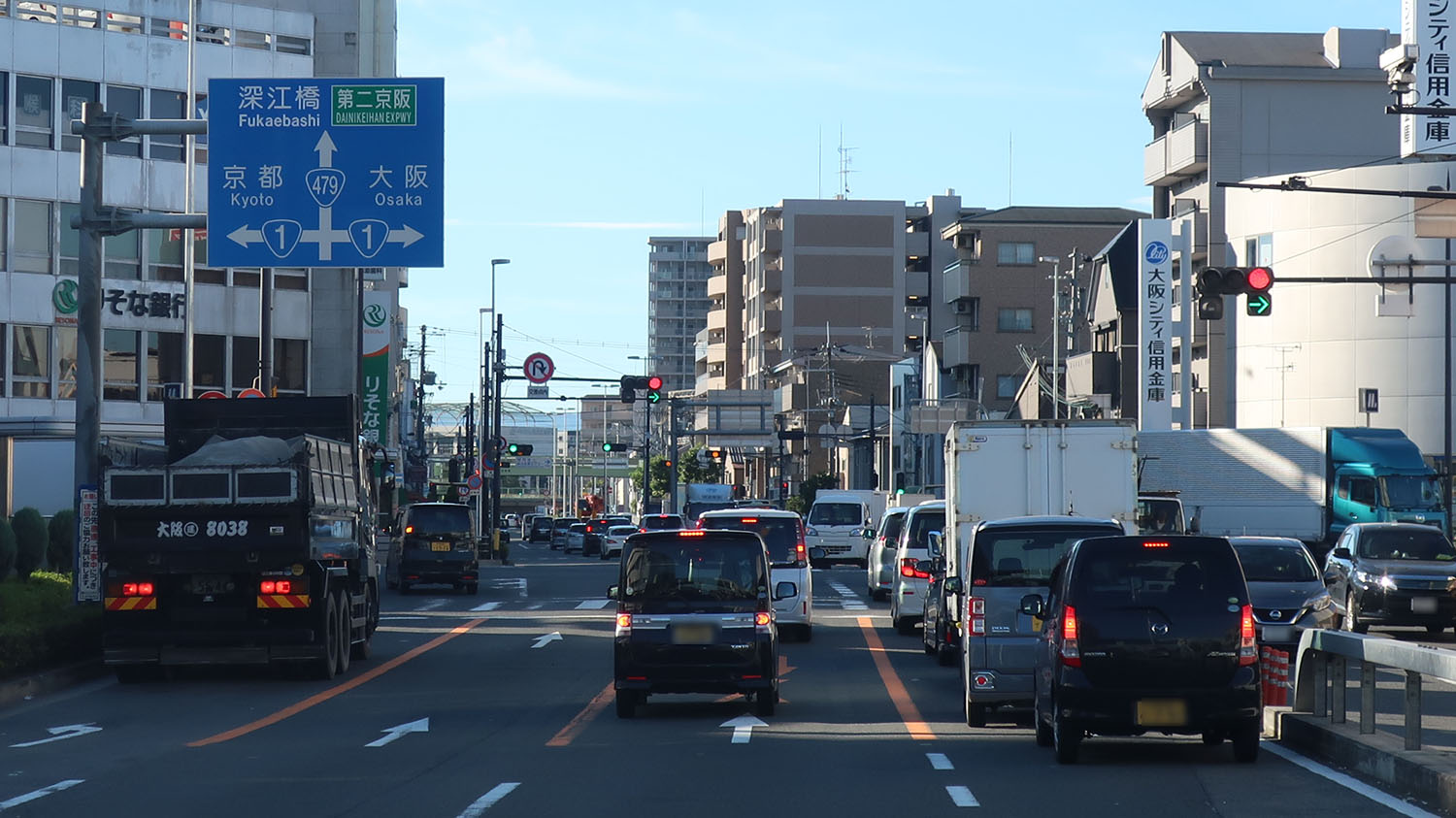
国道1号との交差
大阪府守口市緑町

ほとんどの区間が片側2車線の4車線道路となっている。ただし、稲津町交差点（豊中市）- 浜交差点と吹田市役所付近が片側1車線、平野警察署西交差点（平野区）- 湯里6丁目交差点（東住吉区）および阪急上新庄駅周辺（東淀川区）が片側3車線となっている。

### 別名
- 大阪内環状線（略称：ウチカン）
- 放出街道（京阪本通1丁目交差点 - 瓜破交叉点）- 実質的に、この区間は大阪府道159号平野守口線のバイパスとなっている。
- 長居公園通（瓜破交叉点 - 浜口交叉点）

### 重複区間
- 国道308号（深江橋交差点 - 新深江交差点）
- 国道309号（瓜破交差点 - 喜連西池交差点）

## 地理

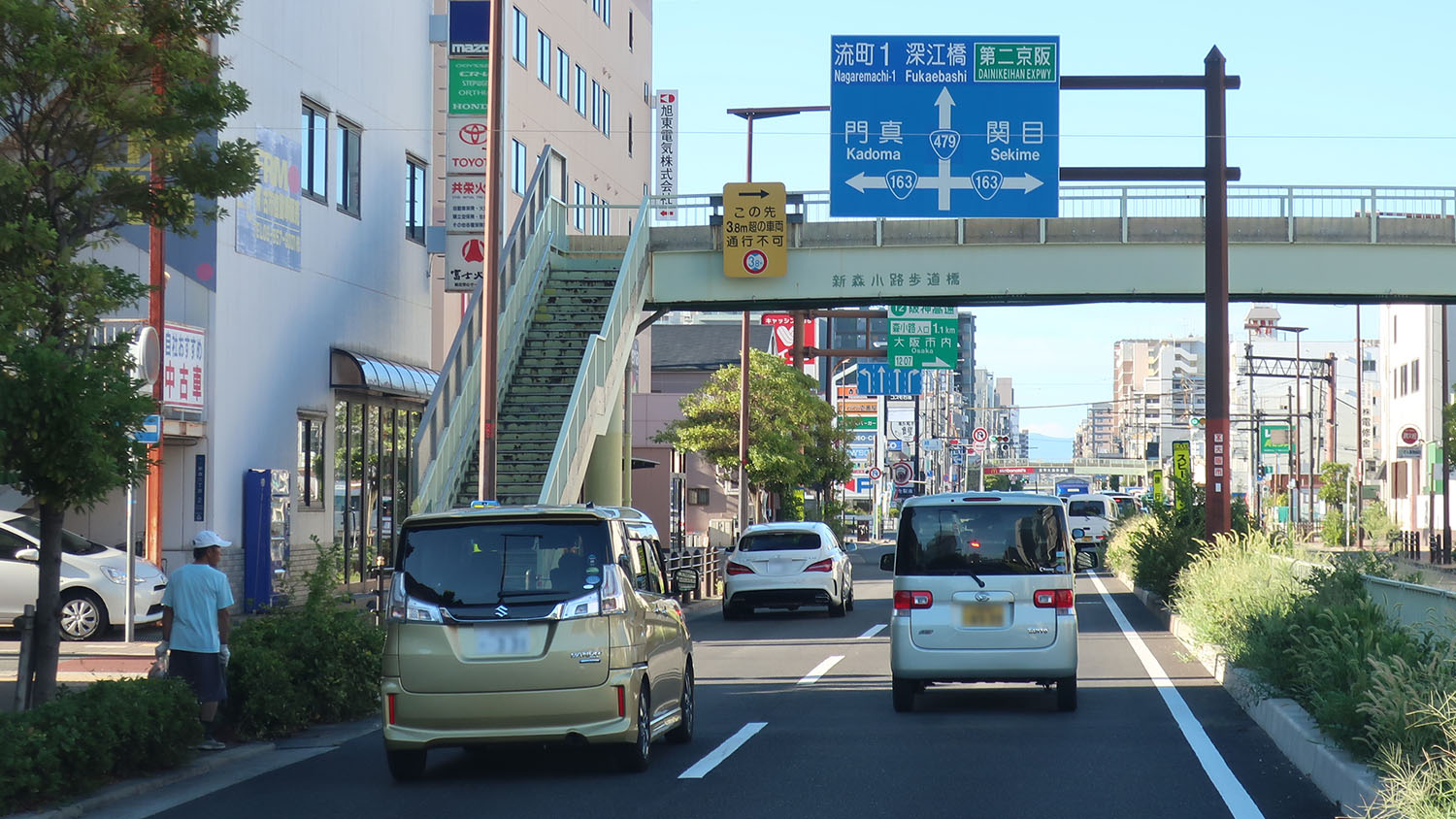
国道163号との交差
大阪府大阪市旭区新森

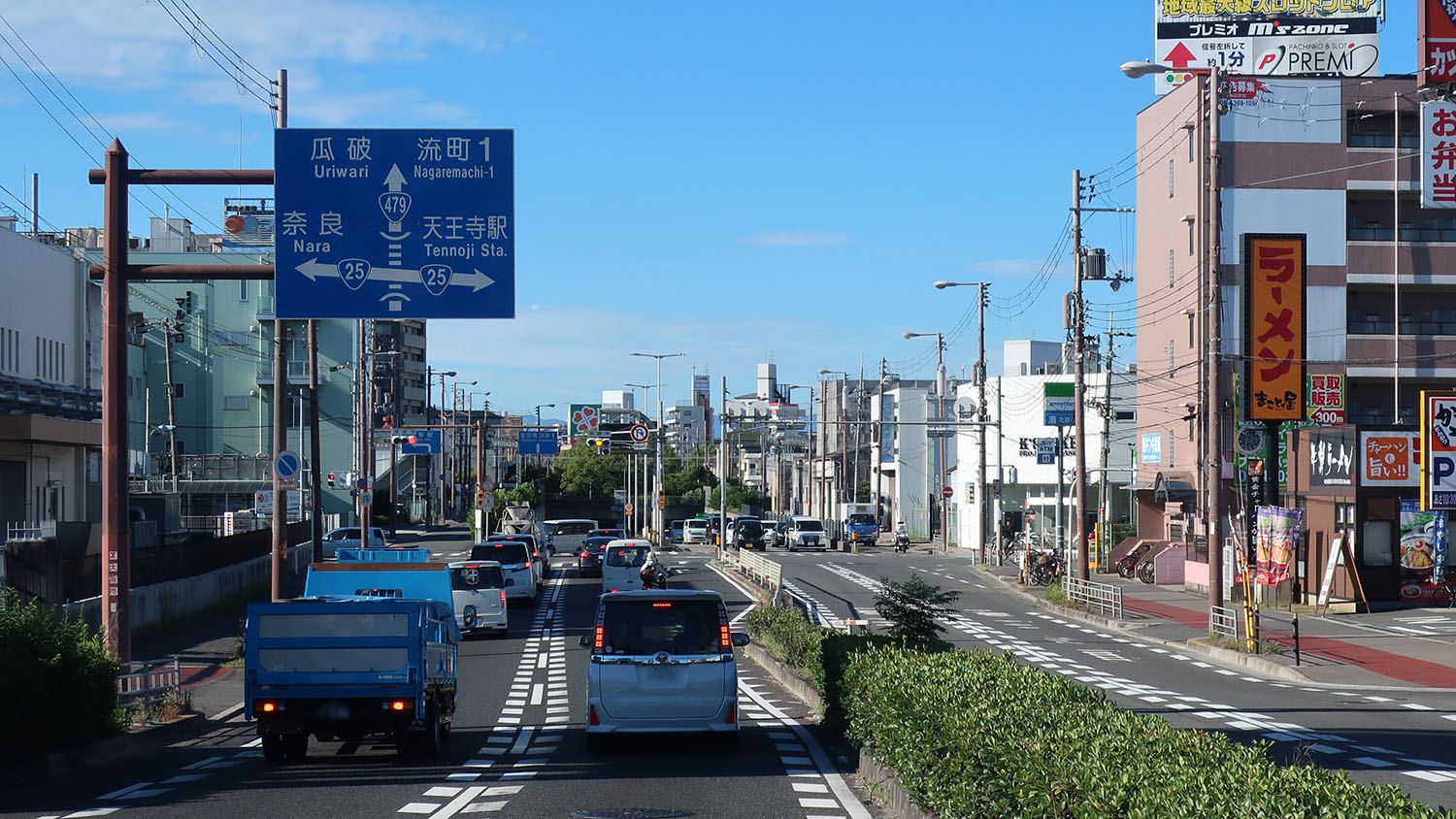
国道25号との交差
大阪府大阪市平野区平野北

### 通過する自治体
- 大阪府
  - 豊中市 - 吹田市 - 守口市 - 大阪市（東淀川区 - 旭区 - 鶴見区 - 城東区 - 東成区 - 生野区 - 平野区 - 東住吉区 - 住吉区 - 住之江区）

### 交差する道路
- 交差する道路の特記がないものは一般市道。

| 交差する道路 南← 国道479号 大阪内環状線 →北          | 交差する道路 南← 国道479号 大阪内環状線 →北     | 交差点など         | 交差点など         | 交差点など         |
| ---------------------------------------------------- | ----------------------------------------------- | ------------------ | ------------------ | ------------------ |
| 大阪府道606号西宮豊中線（豊中南出入口方面）          |                                                 |                    |                    |                    |
| 国道176号                                            | 国道176号                                       | 稲津町             | 豊中市             | 豊中市             |
| 大阪府道134号熊野大阪線                              | 大阪府道134号熊野大阪線                         | 蔵人               | 吹田市             | 吹田市             |
| 国道423号 新御堂筋                                   | 国道423号 新御堂筋                              | 広芝町（江坂）     | 吹田市             | 吹田市             |
| 糸田川                                               | 糸田川                                          | 新糸田川橋         | 吹田市             | 吹田市             |
| 国道479号 大阪内環状線                               | 大阪府道14号大阪高槻京都線                      | 吹田市役所前       | 吹田市             | 吹田市             |
| 大阪府道151号相川停車場線                            | 大阪府道151号相川停車場線                       | 吹田内本町         | 吹田市             | 吹田市             |
| 大阪府道14号十三高槻線                               | 大阪府道14号十三高槻線                          | 吹田簡裁前         | 吹田市             | 吹田市             |
| 神崎川                                               | 神崎川                                          | 吹田大橋           | 吹田市             | 吹田市             |
| 大阪府道14号大阪高槻京都線                           |                                                 | 上新庄             | 大阪市 東淀川区    | 大阪市 東淀川区    |
| 大阪府道16号大阪高槻線                               | 大阪府道16号大阪高槻線                          | 大桐2              | 大阪市 東淀川区    | 大阪市 東淀川区    |
| 淀川                                                 | 淀川                                            | 豊里大橋           | 大阪市 東淀川区    | 大阪市 東淀川区    |
| 淀川                                                 | 淀川                                            | 豊里大橋           | 守口市             |                    |
| 国道1号                                              | 国道1号                                         | 京阪本通1          |                    |                    |
| 接続する道路など 西← 国道479号 大阪内環状線 →東      | 接続する道路など 西← 国道479号 大阪内環状線 →東 | 交差点・ランプなど | 交差点・ランプなど | 交差点・ランプなど |
| 大阪府道161号深野南寺方大阪線                        | 大阪府道161号深野南寺方大阪線                   | 清水5              | 大阪市             | 旭区               |
| 国道163号                                            | 国道163号                                       | 緑1                | 大阪市             | 旭区               |
| 都計都島茨田線 （整備事業中）                        | 都計都島茨田線 花博通                           | 花博記念公園 西口  | 大阪市             | 鶴見区             |
| 大阪府道8号大阪生駒線 鶴見通                         | 大阪府道8号大阪生駒線 鶴見通                    | 鶴見3              | 大阪市             | 鶴見区             |
| 寝屋川                                               | 寝屋川                                          | 寝屋川大橋         | 大阪市             | 鶴見区             |
| 大阪府道168号石切大阪線                              | 大阪府道168号石切大阪線                         | 寝屋川大橋南詰     | 大阪市             | 鶴見区             |
| 都計片町徳庵線                                       | 都計片町徳庵線                                  | 放出東2            | 大阪市             | 鶴見区             |
| 第二寝屋川                                           | 第二寝屋川                                      | 阪東大橋           | 大阪市             | 鶴見区             |
| 大阪市道築港深江線 中央大通                          | 国道308号 中央大通                              | 深江橋             | 大阪市             | 城東区             |
| 国道308号 千日前通                                   | 大阪府道24号大阪東大阪線                        | 新深江             | 大阪市             | 東成区             |
| 大阪府道159号平野守口線                              | 大阪府道159号平野守口線                         | 小路駅前           | 大阪市             | 生野区             |
| 大阪府道173号大阪八尾線 勝山通                       | 大阪府道173号大阪八尾線 勝山通                  | 北巽駅前           | 大阪市             | 生野区             |
| 大阪府道159号平野守口線                              | 大阪府道159号平野守口線                         | （巽南3）          | 大阪市             | 生野区             |
| 平野川                                               | 平野川                                          | 平野川大橋         | 大阪市             | 平野区             |
| 国道25号 ※重複=R165                                  | 国道25号 ※重複=R165・r5                         | 平野警察署西       | 大阪市             | 平野区             |
| 都計木津川平野線                                     | 国道25号 ※重複=R165・r5                         | 平野警察署西       | 大阪市             | 平野区             |
| 阪神高速14号松原線                                   | 阪神高速14号松原線                              | 平野出入口         | 大阪市             | 平野区             |
| 大阪府道5号大阪港八尾線 南港通                       | 大阪府道186号大阪羽曳野線 南港通                | 流町1              | 大阪市             | 平野区             |
| 阪神高速14号松原線                                   | 阪神高速14号松原線                              | 喜連瓜破出入口     | 大阪市             | 平野区             |
| 国道309号 長居公園通                                 | 都計敷津長吉線 長居公園通                       | 瓜破               | 大阪市             | 平野区             |
| 国道309号 （三宅出入口・丹南方面）                   |                                                 |                    |                    |                    |
| 接続する道路 北← 国道479号 大阪内環状線 →南          | 接続する道路 北← 国道479号 大阪内環状線 →南     | 交差点             | 交差点             | 交差点             |
| 都計敷津長吉線 長居公園通 （r179、長吉長原東方面）   |                                                 |                    |                    |                    |
| 国道309号                                            |                                                 | 喜連西池           | 大阪市             | 平野区             |
| 都計森小路大和川線 今里筋                            | 都計森小路大和川線                              | 湯里6              | 大阪市             | 東住吉区           |
| 大阪府道26号大阪狭山線 長居公園東筋                  | 大阪府道26号大阪狭山線 長居公園東筋             | 長居公園東         | 大阪市             | 東住吉区           |
| 大阪府道28号大阪高石線 あびこ筋                      | 大阪府道28号大阪高石線 あびこ筋                 | 長居               | 大阪市             | 東住吉区           |
| 大阪府道30号大阪和泉泉南線 あべの筋                  | 大阪府道30号大阪和泉泉南線 あべの筋             | 千躰               | 大阪市             | 住吉区             |
| 国道26号                                             | 国道26号                                        | 浜口               | 大阪市             | 住之江区           |
| 大阪市道浜口南港線 住之江通 （住之江公園・南港方面） |                                                 |                    |                    |                    |

 交差点 は特に渋滞の激しい場所（下記参照）。

### 特に渋滞の激しい場所
吹田市内・大阪市内など比較的市街地を走るので、立体交差されている箇所が他の環状道路（中央環状線・外環状線）と比べて非常に少ない。
- 広芝町交差点

通称、江坂。新御堂筋は高架道路なので立体交差となり、内環状線自体は新御堂筋の側道と交差する。
- 京阪本通1丁目交差点

国道1号との交差点で重度の渋滞多発地点である。
- 鶴見3丁目交差点

Osaka Metro今福鶴見駅付近。商業施設が多い。
- 放出東2丁目交差点
- 流町1丁目交差点

Osaka Metro平野駅の地上にある、府道186号線（南港通）との交差点。大阪市南東部の主要道の交差点で交通量が多く、また南北方向の本線2車線のうち1車線が交差点手前で右折専用となるため、急な減速をする車両も多い。

### 沿線
- Osaka Metro御堂筋線・北大阪急行電鉄南北線江坂駅
- 阪急千里線吹田駅
- 吹田郵便局
- 阪急京都線上新庄駅
- 豊里大橋
- 淀川河川公園
- Osaka Metro今里筋線だいどう豊里駅、太子橋今市駅、清水駅
- Osaka Metro長堀鶴見緑地線今福鶴見駅
- Osaka Metro中央線深江橋駅
- Osaka Metro千日前線小路駅、北巽駅、南巽駅
- 大阪市農業協同組合巽支店（JA大阪市）
- JR西日本関西本線平野駅
- Osaka Metro谷町線平野駅、喜連瓜破駅
- Osaka Metro御堂筋線・JR西日本阪和線長居駅
- 長居公園
- 住吉大社